# Силлем, Хенрик

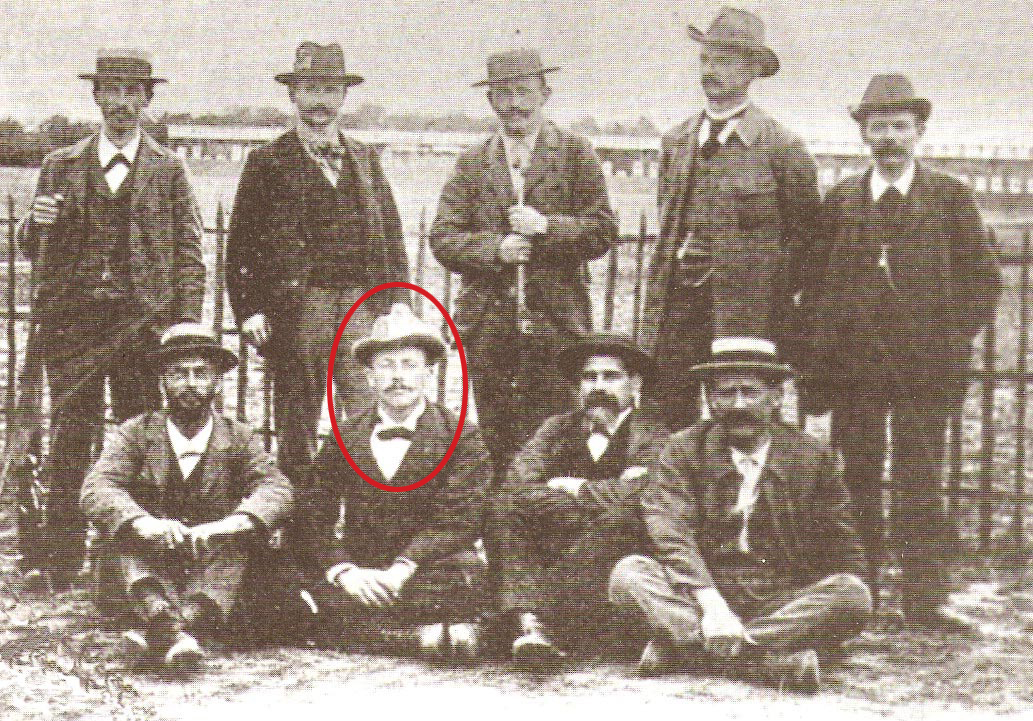
Хенрик Силлем

Хенрик Силлем (нидерл. Henrik Sillem; 12 августа 1866, Амстердам, Нидерланды — 13 июля 1907, Курмайёр, Италия) — нидерландский стрелок, бронзовый призёр летних Олимпийских игр 1900 и многократный призёр чемпионатов мира.
До Игр Силлем становился двукратным бронзовым призёром в стрельбе из винтовки стоя и с колена на чемпионате мира 1897 и снова с колена в 1899 году.
На Играх в Париже он участвовал в соревнованиях по стрельбе из пистолета и винтовки. В одиночном пистолетном состязании он занял 12-е место, набрав 408 очков. В командном его сборная заняла третье место, выиграв бронзовые медали.
В винтовочной стрельбе стоя Силлем занял 25-е место с 249 очками, с колена 19-ю позицию с 281 баллами, и лёжа 6-е место с 317 очками. В стрельбе из трёх позиций, в которой все ранее набранные очки складывались, Силлем стал 18-м. В команде он показал третий результат, и она заняла 5-е место.
На следующий год, на чемпионате мира в Люцерне он получил серебряную награду в стрельбе из винтовки с трёх позиций.